# Раккун (река)
Раккун (англ. Raccoon River) — река в Айове.
Длина реки — 50 км. Протекает по центральной Айове, впадая в реку Де-Мойн на территории столицы штата. Исток реки — слияние рек Норт-Раккун и Саут-Раккун. Если учитывать длиннейший приток, то длина Раккуна составит 364 км.
Река Раккун была впервые задокументирована на карте Льюиса и Кларка 1814 года, хотя Геологическая служба США ссылается на это название на более поздней карте 1843 года, именуемой «Гидрологический бассейн реки Верхней Миссисипи», основанной на полевых изысканиях Джозефа Н. Николлета во время его экспедиций на Среднем Западе в 1830-е гг.
Река протекает через интенсивно возделываемые пахотные земли, где развито животноводство и выращивание кукурузы и сои. Де-Мойн с пригородами получает водоснабжение из Раккуна. В 1993 году во время Великого наводнения Раккун затопил водоочистные сооружения Де-Мойна, перекрыв подачу питьевой воды в город Уэст-Де-Мойн.